# 무쌍 (영화)
《무쌍》(無雙, Project Gutenberg)은 중국에서 제작된 장문강 감독의 2018년 범죄, 액션 영화이다. 주윤발 등이 주연으로 출연하였고 장민영 등이 제작에 참여하였다. 2017년 5월 15일 촬영이 시작되었으며 중국에서는 2018년 9월 30일, 홍콩에서는 2018년 10월 4일 극장 개봉되었다.

## 출연

### 주연
- 주윤발
- 곽부성

### 조연
- 장징추
- 데이빗 야오-칭 왕
- 요계지

## 기타
- 미술: 임자교
- 시각효과: 알렉스 림
- 의상: 문염중